# Hollister (Idaho)
Hollister es una ciudad ubicada en el condado de Twin Falls en el estado estadounidense de Idaho. En el año 2010 tenía una población de 272 habitantes y una densidad poblacional de 104,62 personas por km².

## Geografía
Hollister se encuentra ubicado en las coordenadas 42°21′8″N 114°34′50″O / 42.35222, -114.58056. Según la Oficina del Censo, la localidad tiene un área total de 1 km² (0,39 mi²), de la cual 2,6 km² (1 mi²) es tierra y 0 km² (0 mi²) (0.0%) es agua.

## Demografía
En el 2000 la renta per cápita promedia del hogar era de $27,375, y el ingreso promedio para una familia era de $29,688. En 2000 los hombres tenían un ingreso per cápita de $25,313 contra $15,556 para las mujeres. El ingreso per cápita para la localidad era de $11,870. Alrededor del 11% de la población estaba bajo el umbral de pobreza nacional.